# Obecný princip relativity
Obecný princip relativity je tvrzení, že fyzikální zákony jsou stejné ve všech vztažných soustavách.
V rámci obecné teorie relativity je obecný princip relativity vyjádřen jedním z postulátů
- Všechny fyzikální zákony ve všech vztažných soustavách mají stejný tvar a lze je vyjádřit stejnými rovnicemi.
- Gravitační a setrvačné síly mají stejnou fyzikální podstatu a platí pro ně stejné fyzikální zákony.